# Charles Slade
Charles Slade (* um 1797 in England; † 11. Juli 1834 bei Vincennes, Indiana) war ein US-amerikanischer Politiker. In den Jahren 1833 und 1834 vertrat er den Bundesstaat Illinois im US-Repräsentantenhaus.

## Werdegang
Charles Slade kam schon in seiner Jugend mit seiner Familie in die Vereinigten Staaten. Die Familie ließ sich zunächst in Alexandria (Virginia) nieder, wo er die öffentlichen Schulen besuchte. Im Jahr 1816 zog er mit zwei Brüdern in das Illinois-Territorium, wo sie die Stadt Carlyle gründeten. In seiner neuen Heimat wurde Slade in verschiedenen Berufen tätig. Er betrieb unter anderem einen Laden, eine Mühle, eine Privatstraße und ein Gasthaus sowie eine Fähre. Außerdem bekleidete er einige lokale Ämter. In den Jahren 1820 und 1826 saß er als Abgeordneter im Repräsentantenhaus von Illinois. Von 1829 bis 1833 war er US Marshal für Illinois. In den 1820er Jahren schloss er sich der Bewegung um den späteren Präsidenten Andrew Jackson an und wurde Mitglied der von diesem 1828 gegründeten Demokratischen Partei.
Bei den Kongresswahlen des Jahres 1832 wurde Slade im ersten Wahlbezirk von Illinois in das US-Repräsentantenhaus in Washington, D.C. gewählt, wo er am 4. März 1833 die Nachfolge von Joseph Duncan antrat. Er konnte sein Mandat im Kongress bis zu seinem Tod am 11. Juli 1834 ausüben. Seit dem Amtsantritt von Präsident Jackson im Jahr 1829 wurde innerhalb und außerhalb des Kongresses heftig über dessen Politik diskutiert. Dabei ging es um die umstrittene Durchsetzung des Indian Removal Act, den Konflikt mit dem Staat South Carolina, der in der Nullifikationskrise gipfelte, und die Bankenpolitik des Präsidenten.
Charles Slade erkrankte im Sommer 1834 an der Cholera, an der er am 11. Juli nahe Vincennes in Indiana auf der Heimreise nach Illinois starb. Wegen der Ansteckungsgefahr wurde er umgehend begraben; der Ort seiner letzten Ruhestätte ist unbekannt. Sein Sohn Jack (1831–1864) erlangte als Revolverheld im Wilden Westen einen zweifelhaften Ruhm und wurde von Mark Twain in seinem Roman Roughing it verewigt. Charles Slades Witwe Mary Kain heiratete 1838 den späteren Nordstaaten-General Elias Smith Dennis.